# 怒江リス族自治州
怒江リス族自治州（ぬこう-リスぞく-じちしゅう）は中華人民共和国雲南省に位置する自治州。少数民族リス族唯一の自治州である。本自治州にある４行政区画ともに国家級貧困県に指定されている。

## 地理
雲南省西北部に位置し、西はミャンマー・カチン州・ミッチーナー県と450キロにわたる国境を接する。北はチベット自治区チャムド市、東は雲南省デチェン・チベット族自治州、南は同省大理ペー族自治州と接する。州内をサルウィン川（怒江）、メコン川が南流し、三江併流地域の一部を構成する。

## 歴史
1954年8月23日に怒江リス族自治区が成立し、1956年に自治州に昇格し現在に至っている。

## 行政区画
1県級市・1県・2自治県を管轄する。
- 県級市：
  - 瀘水市
- 県：
  - 福貢県
- 自治県：
  - 貢山トールン族ヌー族自治県・蘭坪ペー族プミ族自治県

| 怒江リス族自治州の地図                                                |
| --------------------------------------------------------------------- |
| 瀘水市 福貢県 貢山トールン族 · ヌー族自治県 蘭坪ペー族 · プミ族自治県 |

### 年表
この節の出典

#### 怒江リス族自治区
- 1954年4月6日 - 雲南省麗江専区碧江県リス族自治区・福貢県リス族自治区・貢山県リス族自治区、保山専区瀘水県を編入。怒江リス族自治区が成立。(4県)
  - 碧江県リス族自治区が県制施行し、碧江県となる。
  - 福貢県リス族自治区が県制施行し、福貢県となる。
  - 貢山県リス族自治区が県制施行し、貢山県となる。
- 1956年4月29日 - 怒江リス族自治区が怒江リス族自治州に改称。

#### 怒江リス族自治州
- 1956年10月10日 - 貢山県が自治県に移行し、貢山トールン族ヌー族自治県となる。(3県1自治県)
- 1956年11月26日 - 麗江専区蘭坪県を編入。(4県1自治県)
- 1958年10月22日 - 麗江専区麗江ナシ族自治県の一部が蘭坪県に編入。(4県1自治県)
- 1986年9月24日 - 碧江県が瀘水県・福貢県に分割編入。(3県1自治県)
- 1987年11月27日 - 蘭坪県が自治県に移行し、蘭坪ペー族プミ族自治県となる。(2県2自治県)
- 2016年6月16日 - 瀘水県が市制施行し、瀘水市となる。(1市1県2自治県)

## 交通

### 空港
- 怒江六庫空港（中国語版）（2023年開港予定）
- 怒江貢山空港（中国語版）（2022年開港予定）
- 怒江蘭坪空港（中国語版）（2020年開港）

### 道路
- 高速道路

- 国道
  -  G215国道
  -  G353国道（中国語版）
  -  G357国道（中国語版）

- 省道
- 228省道
- 232省道
- 237省道
- 318省道
- 321省道

## 健康・医療・衛生
| - 瀘水市第一人民医院 - 瀘水市第二人民医院 - 瀘水市衛生防疫站 - 福貢県人民医院 - 福貢県衛生防疫站 | - 貢山独龍族怒族自治県人民医院 - 貢山独龍族怒族自治県衛生防疫站 - 蘭坪県人民医院 - 蘭坪県衛生防疫站 |  |

## 名所・旧跡・観光スポット
- 玉水坪遺址（中国語版）（蘭坪ペー族プミ族自治県・通甸鎮）